# موناسیپوو
موناسیپوو (به لاتین: Munasipovo) یک منطقهٔ مسکونی در روسیه است که در باشقیرستان واقع شده‌است.